# Perth and Kinross
Perth and Kinross är en av Skottlands kommuner, vars gränser även är identiska med det ceremoniella ståthållarskapet med samma namn. Centralort är staden Perth. 
Perth and Kinross gränsar till Clackmannanshire, Stirling, Fife, Dundee, Highland och Angus. Perth and Kinross täcker de största delarna av de traditionella grevskapen Perthshire och Kinross-shire, som avskaffades som administrativa enheter 1975.

## Orter

### Större städer
- Perth (47 180 invånare år 2012).

### Småstäder och byar
- Aberfeldy
- Alyth
- Auchterarder
- Blair Atholl
- Blairgowrie
- Bridge of Balgie
- Comrie
- Coupar Angus
- Crieff
- Dunkeld
- Glenshee
- Killiecrankie
- Kinross
- Pitlochry
- Rattray
- Scone
- Spittal of Glenshee
- Quarterbank